# Principio di istanziazione
Il principio di istanziazione, detto anche principio di esemplificazione, è un concetto della metafisica e della logica secondo il quale non possono esistere proprietà o universali non istanziate o non esemplificate. In altre parole, esso afferma che è impossibile l'esistenza di una proprietà che non sia incorporata e posseduta da almeno un oggetto reale e fisicamente esistente. Il principio fu proposto per la prima volta da David Malet Armstrong.
Si consideri l'esempio di una sedia. È ragionevole presumere che le sedie non esistessero 150.000 anni orsono. Pertanto, secondo il principio di istanziazione la proprietà di essere una sedia non esisteva nemmeno 150.000 anni fa. Allo stesso modo, se tutti gli oggetti rossi dovessero scomparire da un certo momento in poi, anche la proprietà di essere rossi scomparirebbe con essi.
Più In generale, l'esistenza della proprietà o degli universali non dipende strettamente dal fatto che se esistano nell'istante presente, bensì dalla loro esistenza nello spazio-tempo nel suo complesso: qualsiasi proprietà o universale che è, è stata oppure sarà istanziato esiste. La proprietà di essere rosso esisterebbe anche se tutti gli oggetti Rossi dovessero essere distrutti, poiché è stata istanziata nel passato. Questa formulazione del principio di istanziazione amplia la varietà delle proprietà degli universali esistenti.
Coloro che sostengono il principio di istanziazione sono anche noti col nome di realisti in re (cioè nella cosa o nella realtà) ovvero realisti di tipo immanentista (v. realismo moderato).
Purtuttavia, l'intelletto ammette come possibile l'esistenza di oggetti mentali di cui non è ancora nota la realtà extramentale come un infinito di ordine superiore o una tonalità di colore blu ancora non scoperta.